# ورزشگاه مالینیو
ورزشگاه مالینیو (به انگلیسی: Molineux Stadium)(‎/ˈmɒl[invalid input: 'ɨ']njuː/‎ MOL-i-new) ورزشگاهی در شهر ولورهمپتون است که ورزشگاه خانگی باشگاه فوتبال ولورهمپتون نیز می‌باشد.
این ورزشگاه در سال ۱۸۸۹ میلادی ساخته شده است و ظرفیت آن ۲۷٬۸۲۸ نفر است.